# Wooleen Lake
Wooleen Lake är en sjö i Australien. Den ligger i delstaten Western Australia, omkring 540 kilometer norr om delstatshuvudstaden Perth. Wooleen Lake ligger 285 meter över havet. Arean är 0,18 kvadratkilometer. Den sträcker sig 0,7 kilometer i nord-sydlig riktning, och 0,6 kilometer i öst-västlig riktning.
Omgivningarna runt Wooleen Lake är i huvudsak ett öppet busklandskap. Trakten runt Wooleen Lake är nära nog obefolkad, med mindre än två invånare per kvadratkilometer. Genomsnittlig årsnederbörd är 247 millimeter. Den regnigaste månaden är maj, med i genomsnitt 42 mm nederbörd, och den torraste är oktober, med 2 mm nederbörd.